# Brabants Dagblad
Het Brabants Dagblad is een Nederlands dagblad dat verschijnt in een deel van de provincies Noord-Brabant en de Gelderse Bommelerwaard. Het is onderdeel van het Belgisch-Nederlandse bedrijf DPG Media en heeft zes edities: Den Bosch, Meierij, Oss, Uden/Veghel, Tilburg en De Langstraat. De krant bereikt dagelijks 291.000 lezers (327.000 op zaterdag). 
In combinatie met de website en app heeft het BD een bereik van 1,68 miljoen unieke lezers. De hoofdredactie is gevestigd in het kantoor in 's-Hertogenbosch, waar ook de algemene nieuwsredactie gevestigd is. De drukkerij staat in Best. Sinds eind 2024 is André Trompers, naast zijn hoofdredacteurschap van BN DeStem, ook hoofdredacteur ad interim van het Brabants Dagblad.

## Geschiedenis

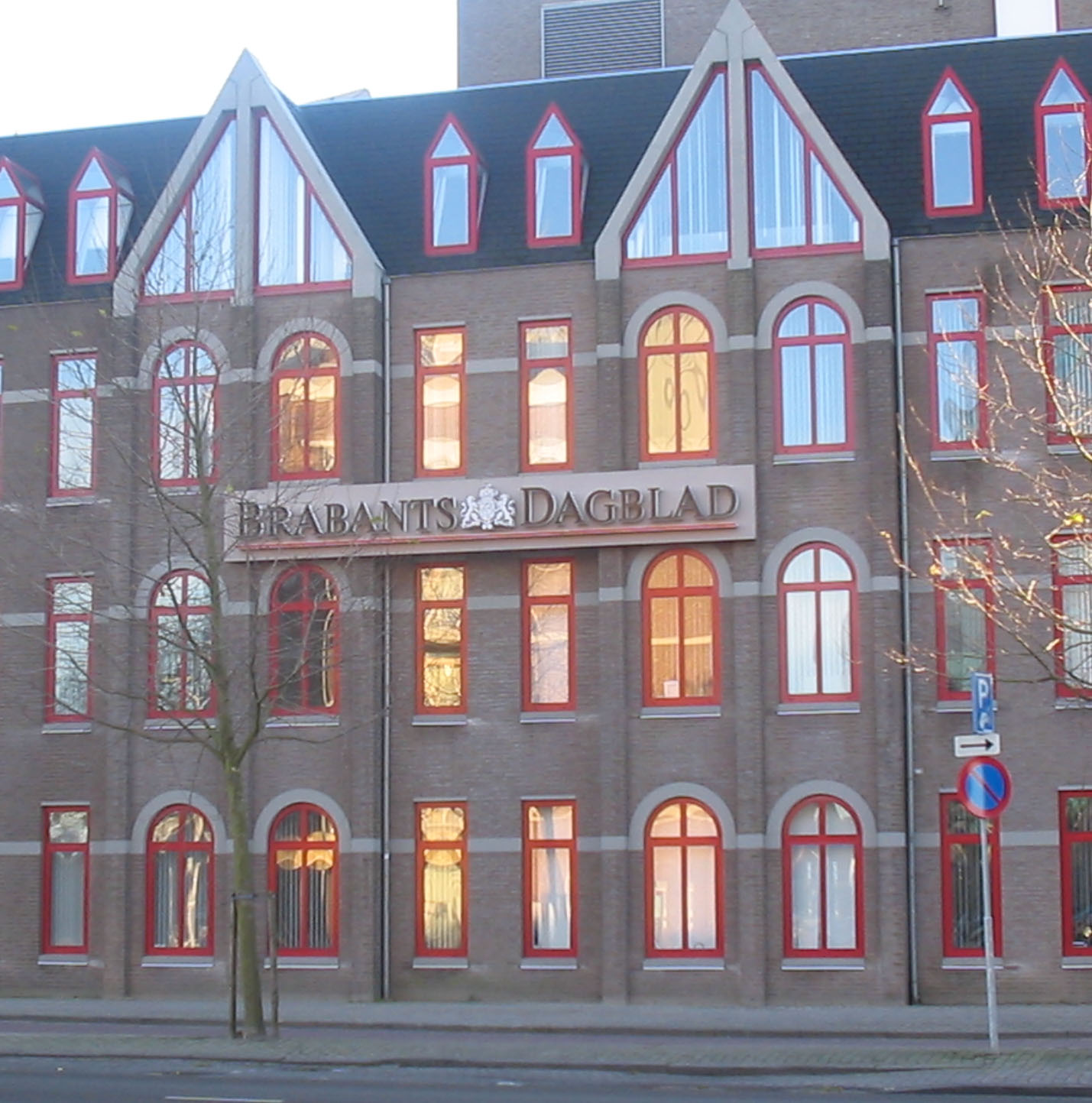
Het voormalige BD-kantoor in Tilburg.

In 1771 werd onder de titel Eerste 's-Hertogenbossche Dinsdagse/Vrydagse Courant voor het eerst een krant in Noord-Brabant uitgegeven door de twee Bossche drukkers L.J. Bresser en C.A. Wiéweg. De krant bevatte slechts één of twee vellen papier met landelijk nieuws en berichten die voor de Bossche handelaren van belang waren. In de loop van de tijd is deze krant vele malen van naam veranderd en gefuseerd met andere kranten en pas sinds 1959 wordt de huidige naam Brabants Dagblad gebruikt. In 1984 fuseerde de krant (die toen nog alleen uitkwam in Noordoost-Brabant) met het Midden-Brabantse Het Nieuwsblad tot het Brabants Dagblad met het huidige verspreidingsgebied.
Het Brabants Dagblad (BD) verscheen voor het eerst online op 10 december 1995 en was destijds de tweede Nederlandse regionale krant op het internet. De eerste was hun zusterkrant, het Eindhovens Dagblad (ED). Sinds 6 februari 2007 verschijnt het Brabants Dagblad op tabloidformaat. Brabants Dagblad behoort tot de grootste regionale dagbladen van Nederland. De uitgeverij maakt sinds februari 2015 deel uit van DPG Media, na de overname van Wegener door de Belgische uitgever.
Na bijna 250 jaar papier biedt het Brabants Dagblad sinds 15 maart 2018 ook online-abonnementen. De grotere verhalen zijn sindsdien alleen nog te lezen voor betalende of ingelogde lezers. Online zijn de laatste jaren ook tv-programma’s te zien. Zo is er een aantal keer per dag een Live Nieuws Update, uitzendingen rondom (sport)evenementen als de Tour de France, het EK en het Songfestival en reportages uit de provincie.
Mark van Assen volgde in juni 2015 Ton Rooms op als hoofdredacteur. Nadat Van Assen zijn functie neerlegde, was John van den Oetelaar  - hoofdredacteur van het Eindhovens Dagblad - vanaf april 2016 waarnemend hoofdredacteur. Hij werd op 1 november van dat jaar opgevolgd door Lucas van Houtert. In het voorjaar van 2023 kondigde hij zijn afscheid aan en werd opgevolgd door Carin Smolders. Zij botste echter al snel met de redactie over haar manier van leidinggeven, waardoor ze in februari 2024 opstapte. Peter Jansen, oud-hoofdredacteur van PZC en De Gelderlander, is daarna op interimbasis aangesteld als nieuwe hoofdredacteur. Sinds eind 2024 neemt André Trompers de honneurs waar.

## Verspreidingsgebied

De stamboom van het Brabants Dagblad.

Het verspreidingsgebied valt grofweg in het noordoosten en midden van de provincie, met hoofdregio's 's-Hertogenbosch en Tilburg en de daaromheen liggende regio's, zoals het Land van Heusden en Altena, Oss, Uden-Veghel, de Langstraat en Boxtel-Schijndel. Maar ook in de op Brabant georiënteerde gedeelten van de provincie Gelderland zoals de Bommelerwaard. In tegenstelling tot wat de naam Brabants Dagblad doet vermoeden, verschijnt deze dus niet in heel Noord-Brabant. In het westen van de provincie grenst het verspreidingsgebied aan dat van BN DeStem, in het zuidoosten aan dat van het Eindhovens Dagblad, in het oosten, zoals Boxmeer, Grave en Cuijk, verschijnt De Gelderlander. Omdat van alle vier deze kranten DPG Media de uitgever is, beconcurreren ze elkaar niet.

## Edities
Het Brabants Dagblad kent de volgende regionale edities:
- Den Bosch, Vught, Bommelerwaard
- Meierij
- Oss
- Tilburg
- Veghel-Uden
- Waalwijk-Langstraat

## "Ter Illustratie"
Door de jaren heen heeft het Brabants Dagblad tal van tekenaars in dienst gehad om zowel strips als (politieke) spotprenten te verzorgen. Hierbij een lijst van strips en tekenaars die door de jaren heen hebben bijgedragen aan de krant:
Strips
- Kees Kruik (1983-2002) door Luc Verschuuren
- Heinz door René Windig en Eddie de Jong
- Suske & Wiske door Willy Vandersteen
- Eefje Wentelteefje door Jeroen de Leijer
- FC Knudde door Toon van Driel
- Elsje door Hercules & Valkema (Eric Hercules en Gerben Valkema)
- Single door Hanco Kolk en Peter de Wit
- De Rechter door Jesse van Muylwijck

Prenten
- Peter van Straaten
- Ruben Oppenheimer
- Miesjel van Gerwen
- Tom Janssen

## Oplage
Gemiddeld verspreide oplage van het Brabants Dagblad tussen 2001 en 2017
Cijfers volgens HOI, Instituut voor Media Auditing